# Tua Tagovailoa
Tuanigamanuolepola „Tua“ Tagovailoa ([tuˈa tʌŋoʊvaɪˈloʊə]; geboren am 2. März 1998 in ʻEwa Beach, Hawaii) ist ein US-amerikanischer American-Football-Spieler auf der Position des Quarterbacks. Im NFL Draft 2020 wurde er an fünfter Stelle von den Miami Dolphins ausgewählt. Er spielte College Football für die Alabama Crimson Tide und hält den Rekord für das höchste Passing Efficiency Rating im College Football über die gesamte College-Karriere hinweg. Tagovailoa ist einer von wenigen Quarterbacks, die mit dem linken Arm werfen.

## Frühe Jahre
Tua Tagovailoa wurde am 2. März 1998 als ältestes Kind einer aus Amerikanisch-Samoa stammenden Familie geboren. Sein Großvater Seu zog aus dem Dorf Vatia auf Tutuila nach ʻEwa Beach, Hawaii, da seine Familie dort einen schlechten Ruf hatte und er sich in Hawaii bessere Zukunftsaussichten versprach. Galu Tagovailoa, der Vater von Tua, spielte von 1989 bis 1991 als Lineman am Community College in Santa Rosa, Kalifornien. Tuas Bruder Taulia Tagovailoa spielt ebenfalls als Quarterback.
Sein Vater Galu begann Tua zu trainieren, als dieser zwei Jahre alt war. Da sein Vater Linkshänder war, trainierte er Tua, der eigentlich Rechtshänder ist, mit dem linken Arm zu werfen. Sein Großvater Seu gründete zusammen mit Galu und dessen Bruder Tuli das Footballteam Ewa Beach Sabers, in dem auch der junge Tua bereits zum Einsatz kam. Als Achtjähriger konnte Tua bereits 30 Yards weit werfen, wobei in diesem Alter etwa 10 Yards üblich sind. Mit 13 Jahren kam Tagovailoa in das Team der St. Louis High School in Honolulu, die bereits der spätere NFL-Quarterback Marcus Mariota besucht hatte. Als Seu 2014 starb, überlegte Tua, seine Karriere zu beenden, setzte sie aber fort, um seinen Großvater zu würdigen.
An der Highschool war Tagovailoa zunächst Backup, fand jedoch schnell den Weg in die Startaufstellung. In der Saison 2014 warf Tagovailoa über 2500 Yards bei 33 Touchdowns und drei Interceptions. Nach der Highschool ging Tagovailoa, der als zweitbester Dual-Threat-Quarterback seines Jahrgangs eingeschätzt wurde, auf die University of Alabama.

## College
Tagovailoa spielte von 2017 bis 2019 für die Alabama Crimson Tide. In seiner ersten Saison war er Backup-Quarterback hinter Jalen Hurts. Er kam mehrfach zum Einsatz, wenn Alabama bei hohen Siegen kurz vor Schluss uneinholbar in Führung lag. Im College Football Playoff National Championship Game gegen die Georgia Bulldogs wurde Tagovailoa zur Halbzeit eingewechselt, nachdem Hurts eine schwache Leistung zeigte und Alabama mit 0:13 in Rückstand geraten war. Tagovailoa führte das Team zu einem 26:23-Sieg nach Overtime und damit zum nationalen Meistertitel. Er wurde zum Offensive MVP des Spiels ernannt.
Nachdem er sich im ersten Spiel der Saison 2018 die Spielzeit mit Hurts teilte, wurde er ab Woche 2 zum Starting Quarterback von Alabama ernannt. Bei der Wahl zur Heisman Trophy für den besten College-Football-Spieler belegte Tagovailoa knapp hinter Kyler Murray, der im NFL Draft 2019 als Gesamterster ausgewählt wurde, den zweiten Platz. Zudem konnte Tagovailoa den Walter Camp Award gewinnen. Tagovailoa galt lange als Favorit auf die Heisman Trophy, bis er im Spiel um die Meisterschaft in der Southeastern Conference gegen Georgia infolge einer Knöchelverletzung eine ungewohnt schwache Leistung zeigte. Nur zehn seiner 25 Passversuche waren erfolgreich, einem Touchdownpass standen zwei Interceptions gegenüber. Im Orange Bowl, den Alabama mit 45:34 gegen die Oklahoma Sooners gewann, wurde Tagovailoa als Offensive MVP ausgezeichnet. Er brachte 24 von 27 Pässen für 318 Yards und vier Touchdowns an. In der Saison 2018 erzielte er mit 199,4 das beste Quarterback Rating, das je ein Spieler über eine College-Saison hinweg erzielt hatte, wobei ein Minimum von 700 Passversuchen und 14 Passversuchen pro Einsatz vorausgesetzt wird. Tagovailoa brachte 69 Prozent seiner Bälle ins Ziel und erzielte 3966 Yards Raumgewinn. Bei 43 Touchdowns unterliefen ihm sechs Interceptions. Im Jahr darauf wurde dieser Rekord von Joe Burrow überboten.
In der Saison 2019 konnte Tagovailoa an seine Leistungen aus dem Vorjahr anknüpfen. In den ersten sechs Spielen brachte er 74,7 % seiner Pässe für 2166 Yards an, dabei warf er bei 27 Touchdowns zwei Interceptions. Im Spiel gegen die Tennessee Volunteers zog er sich eine Knöchelverletzung zu, wegen der er eine Partie verpasste. Mitte November 2019 zog er sich im Spiel gegen die Mississippi State Bulldogs eine schwere Verletzung an der Hüfte zu, wegen der er für den Rest der Saison ausfiel.
Am 6. Januar 2020 gab Tagovailoa bekannt, auf ein mögliches weiteres Jahr am College zu verzichten und sich für den NFL Draft 2020 anzumelden. Mit einem Passing Efficiency Rating von 199,4 wies Tagovailoa zum Ende seiner College-Karriere den besten Wert in dieser Statistik auf.

### College-Statistiken
| 2017                         | Alabama | 8  | 0  | 49–77   | 63,6 | 636  | 11 | 2  | 175,0 | 27  | 133 | 4,9 | 2 |
| 2018                         | Alabama | 15 | 15 | 245–355 | 69,0 | 3966 | 43 | 6  | 199,4 | 57  | 190 | 3,3 | 5 |
| 2019                         | Alabama | 9  | 9  | 180–252 | 71,4 | 2840 | 33 | 3  | 206,9 | 23  | 17  | 0,7 | 2 |
| Gesamt                       | Gesamt  | 32 | 24 | 474–684 | 69,3 | 7442 | 87 | 11 | 199,4 | 107 | 340 | 3,2 | 9 |
| Quelle: sports-reference.com |         |    |    |         |      |      |    |    |       |     |     |     |   |

## NFL

### 2020
Wegen seiner Hüftverletzung absolvierte Tagovailoa keine Tests beim NFL Combine. Aufgrund der Schwere seiner Verletzung war zunächst unklar, ob diese den weiteren Verlauf seiner Karriere möglicherweise beeinträchtigen könnte. Ab März 2020 war Tua in der Lage, wieder zu trainieren. Im NFL Draft 2020 wurde Tagovailoa an fünfter Stelle von den Miami Dolphins ausgewählt. Damit erhielt er einen voll garantierten Vertrag über vier Jahre im Wert von 30,3 Millionen US-Dollar, mit einer Option für ein fünftes Vertragsjahr. Da die Nummer 13, die Tagovailoa am College getragen hatte, bei den Dolphins zu Ehren von Dan Marino gesperrt ist, trägt Tagovailoa bei den Dolphins die Nummer 1. Bei den Dolphins ging Tagovailoa als Backup von Ryan Fitzpatrick in seine Rookie-Saison. Am 6. Spieltag kam Tagovailoa zu seinem ersten NFL-Einsatz, als er in der Schlussphase der Partie gegen die New York Jets beim Stand von 24:0 eingewechselt wurde. Dabei brachte er seine beiden Passversuche für neun Yards Raumgewinn an. Zwei Tage später wurde bekannt, dass die Dolphins nach einer spielfreien Woche ab dem 8. Spieltag mit Tagovailoa als Starter spielen würden.
Bei seinem Debüt als Starting Quarterback blieb Tagovailoa, auch aufgrund einer starken Defensivleistung der Dolphins, größtenteils unauffällig und brachte 12 von 22 Pässen für 93 Yards an. Mit einem Zuspiel auf DeVante Parker gelang Tagovailoa sein erster Touchdownpass in der NFL. Miami gewann das Spiel mit 28:17 gegen die Los Angeles Rams. Auch seine nächsten zwei Spiele gewann Tagovailoa. Im Spiel gegen die Denver Broncos am 11. Spieltag wurde er im vierten Viertel bei einem Rückstand von 10:20, nachdem er zuvor mit nur 83 Passing Yards ineffektiv gewesen war und sechs Sacks eingesteckt hatte, für Fitzpatrick ausgewechselt. Head Coach Brian Flores erklärte im Anschluss, dass Tagovailoa dennoch weiterhin der Starter bleiben würde. Am 13. Spieltag kehrte Tagovailoa in die Startaufstellung zurück und führte sein Team mit 296 Yards Raumgewinn im Passspiel zu einem Sieg über die Cincinnati Bengals. In Woche 16 wurde Tagovailoa erneut zugunsten von Fitzpatrick ausgewechselt. Zuvor hatte er bei 22 Pässen nur für 94 Yards Raumgewinn sorgen können. Am letzten Spieltag der Saison benötigten die Dolphins einen Sieg, um sicher in die Play-offs einzuziehen. Auch aufgrund einer desolaten Performance von Tagovailoa verlor Miami das Spiel mit 26:56 und verpasste damit bei einer Bilanz von 10–6 den Einzug in die Postseason. Tagovailoa warf drei Interceptions.
Tua gewann sechs seiner neun Spiele als Starter. Bei einer Passquote von 64,1 % warf er für 1814 Yards sowie elf Touchdownpässe und fünf Interceptions. Da Tagovailoa zweimal auf die Bank gesetzt wurde, kaum tiefe Pässe anbringen konnte und die Offense der Dolphins generell eher schwach besetzt war, stand er gegen Ende seiner ersten NFL-Saison zunehmend in der Kritik.

### 2021
Am zweiten Spieltag der Saison 2021 musste Tagovailoa das Spiel gegen die Buffalo Bills wegen einer Rippenverletzung frühzeitig verlassen. Spätere Untersuchungen ergaben, dass er sich mehrere Rippen gebrochen hatte, weswegen er für drei Spiele auf die Injured Reserve List gesetzt wurde. Tagovailoa kehrte am sechsten Spieltag für das Spiel in London gegen die Jacksonville Jaguars zurück, Miami verlor die Partie mit 20:23. Aufgrund eines gebrochenen Fingers verpasste Tagovailoa die Partie gegen die Houston Texans am neunten Spieltag und lief auch in Woche 10 gegen die Baltimore Ravens nicht als Starter auf. Da sein Backup Jacoby Brissett sich allerdings während des Spiels am Finger verletzte, wurde Tagovailoa für ihn eingewechselt und spielte beim 22:10-Sieg der Dolphins bis zum Ende. Nachdem die Dolphins mit einer Bilanz von 1-7 in die Saison gestartet waren, gewannen sie ab dem neunten Spieltag sieben Partien in Folge und konnten dadurch zwei Spieltage vor Ende der Regular Season noch aus eigener Kraft in die Postseason einziehen. Dabei war Tagovailoa mit 69,9 % angebrachten Pässen nach dem 15. Spieltag zwischenzeitlich in dieser Statistik ligaweit führend. Durch eine Niederlage gegen die Tennessee Titans am 17. Spieltag, bei der Tagovailoa mit unter 50 % angebrachten Pässen und einer Interception bei 205 Yards Raumgewinn enttäuschte, schieden die Dolphins allerdings vorzeitig aus dem Play-off-Rennen aus.
Insgesamt brachte Tagovailoa in seinem zweiten Jahr in der NFL 67,8 % seiner Pässe für 2653 Yards Raumgewinn und 16 Touchdowns an, dabei unterliefen ihm zehn Interceptions. In seinen ersten beiden Saisons in der NFL kam er als Starter auf 13 Siege bei 8 Niederlagen. Nach der Saison 2021 trennten die Dolphins sich von Head Coach Brian Flores, der zuvor mit einem möglichen Trade für Deshaun Watson als Alternative für Tagovailoa in Verbindung gebracht worden war, wodurch Tagovailoa auch für die Saison 2022 als Starting-Quarterback der Dolphins eingeplant war.

### 2022
Für die Saison 2022 verpflichteten die Dolphins Mike McDaniel als neuen Head Coach. Zudem erhielt Tagovailoa mit Terron Armstead einen etablierten Left Tackle sowie mit Tyreek Hill einen der besten Wide Receiver der Liga neu zur Seite gestellt. Am zweiten Spieltag wurde Tagovailoa für seine Leistung beim 42:38-Sieg gegen die Baltimore Ravens, bei dem er die Dolphins nach einem Rückstand von 21 Punkten im vierten Viertel noch zum Sieg führte, als AFC Offensive Player of the Week ausgezeichnet. Er brachte 36 von 50 Passversuchen für 469 Yards ans Ziel und warf sechs Touchdownpässe bei zwei Interceptions.
In Woche 4 erlitt er im Thursday-Night-Spiel gegen die Cincinnati Bengals im zweiten Viertel eine schwere Kopfverletzung und musste vom Feld getragen werden. Er wurde in das nahegelegene Krankenhaus der University of Cincinnati gebracht, aber noch am selben Tag wieder aus der Klinik entlassen. Bereits zuvor hatte Tagovailoa am dritten Spieltag gegen die Buffalo Bills das Feld zwischenzeitlich verletzungsbedingt verlassen und zeigte Koordinationsprobleme, was auf eine Gehirnerschütterung hindeutete, kehrte aber in der zweiten Halbzeit zurück, da seine Koordinationsschwierigkeiten auf Rückenprobleme zurückgeführt wurden. Dass Tagovailoa trotz einer potentiellen Kopfverletzung aufs Feld zurückkehren konnte, rief bei vielen Beobachtern Unverständnis hervor. Daher entbrannte durch die Verletzung von Tagovailoa im darauffolgenden Spiel eine Debatte über den Umgang mit möglichen Kopfverletzungen in der NFL, was zu einer Regeländerung führte, seitdem dürfen Spieler mit Symptomen einer Gehirnerschütterung nicht wieder ins Spiel zurückkehren.
Aufgrund der Gehirnerschütterung verpasste Tagovailoa die Partien am fünften und sechsten Spieltag, die die Dolphins in seiner Abwesenheit beide verloren, ebenso wie das Spiel gegen die Bengals, das Tagovailoa vorzeitig hatte verlassen müssen. Bei seiner Rückkehr am siebten Spieltag besiegten die Dolphins die Pittsburgh Steelers. Nachdem Tagovailoa beim Sieg gegen die Steelers noch nicht wieder eingespielt schien und nur dank mehrerer fallengelassener Bälle der Steelers-Defense keine Fehlpässe verzeichnete, warf er in den folgenden beiden Wochen jeweils drei Touchdowns und für über 300 Yards, ohne dabei eine Interception zu werfen, womit er der erste Quarterback der Dolphins war, dem dies in zwei aufeinanderfolgenden Spielen gelang. Bei der Wahl zum Pro Bowl 2023 erhielt Tagovailoa die meisten Stimmen in der Fanabstimmung, wurde aber letztlich nicht nominiert, da mit Patrick Mahomes, Josh Allen und Joe Burrow drei weitere Quarterbacks aus der AFC ebenfalls eine starke Saison spielten.
Bei der Partie gegen die Green Bay Packers am 16. Spieltag warf Tagovailoa drei Interceptions im vierten Viertel und Miami verlor das Spiel mit 20:26. Erst nach dem Spiel stellte sich heraus, dass er in der ersten Hälfte des Spiels erneut eine Gehirnerschütterung erlitten hatte, als er mit dem Kopf auf dem Boden aufgeschlagen war. Die letzten beiden Spiele der Regular Season verpasste er daher. Mit einem Quarterback Rating von (105,5) führte Tagovailoa die Liga 2022 in dieser Statistik an, knapp vor Patrick Mahomes (105,2). Wenn Tagovailoa bis zum Ende der Partie spielen konnte, gewannen die Dolphins acht Spiele bei vier Niederlagen, während sie ohne ihn vier von fünf Spielen verloren. Tagovailoa verpasste auch das Play-off-Spiel gegen die Buffalo Bills, das die Dolphins mit Ersatzquarterback Skylar Thompson verloren. Tagovailoas wiederholte Probleme mit Gehirnerschütterungen führten zu Spekulationen über ein vorzeitiges Karriereende aus medizinischen Gründen, die aber seitens der Dolphins dementiert wurden.

### 2023
Vor seinem vierten Jahr in der NFL entschlossen die Dolphins sich im März 2023 dazu, die Vertragsoption im Wert von 23 Millionen US-Dollar auf ein fünftes Vertragsjahr in Tagovailoas Vertrag wahrzunehmen. Im April 2023 gab Tagovailoa erstmals nach seinem vorzeitigen Saisonende im Dezember 2022 eine Pressekonferenz, auf der erklärte, ein Karriereende in Betracht gezogen zu haben, aber sich letztlich dagegen entschieden zu haben, nachdem er mit seiner Familie darüber gesprochen hatte und nach ärztlicher Beratung kein erhöhtes Risiko für weitere Gehirnerschütterungen oder die neurogenerative Gehirnerkrankung Chronisch-traumatische Enzephalopathie (CTE), an der viele Footballspieler nach ihrer Karriere leiden, bei Tagovailoa festgestellt wurde. Um zukünftig weniger verletzungsanfällig zu sein, legte Tagovailoa in der Saisonvorbereitung leicht an Gewicht zu und begann damit, die Kampfkunst Jiu Jitsu zu trainieren, um zu lernen, wie man sich richtig fallen lässt.
Er wurde erstmals in den Pro Bowl gewählt. Mit 29 Touchdownpässen stellte er in dieser Saison einen neuen persönlichen Bestwert auf, mit 69,3 % gelang ihm die höchste Quote an erfolgreichen Pässen in der Geschichte der Dolphins. Mit 4624 Yards Raumgewinn im Passspiel führte er die Liga in dieser Statistik an, damit gelang ihm dies als erstem Dolphins-Quarterback seit Dan Marino in der Saison 1992. Allerdings blieben Erfolge mit dem Team letztlich aus, nach zwei Niederlagen zu Ende der Regular Season verpasste man den Sieg in der AFC East und schied in den Play-offs in der ersten Runde gegen die Kansas City Chiefs aus.

### 2024
Im Juli 2024 einigte Tagovailoa sich mit den Dolphins auf eine Vertragsverlängerung um vier Jahre im Wert von 212,4 Millionen US-Dollar.

### NFL-Statistiken
| 2020                               | MIA    | 10 | 9  | 186–290   | 64,1 | 1814  | 11  | 5  | 87,1  | 36  | 109 | 3,0 | 3 |
| 2021                               | MIA    | 13 | 12 | 263–388   | 67,8 | 2653  | 16  | 10 | 90,1  | 42  | 128 | 3,0 | 3 |
| 2022                               | MIA    | 13 | 13 | 259–400   | 64,8 | 3548  | 25  | 8  | 105,5 | 23  | 70  | 3,0 | 0 |
| 2023                               | MIA    | 17 | 17 | 388–560   | 69,3 | 4624  | 29  | 14 | 101,1 | 35  | 74  | 2,1 | 0 |
| 2024                               | MIA    | 11 | 11 | 291–399   | 72,9 | 2867  | 19  | 7  | 101,4 | 17  | 49  | 2,9 | 0 |
| Gesamt                             | Gesamt | 64 | 62 | 1387–2037 | 68,1 | 15506 | 100 | 44 | 97,9  | 153 | 430 | 2,8 | 6 |
| Quelle: pro-football-reference.com |        |    |    |           |      |       |     |    |       |     |     |     |   |

## Spielstil
Tagovailoa gilt als klassischer Pocket-Passer, d. h. als ein Quarterback, der wenig als Läufer aktiv ist und bevorzugt aus der Pocket heraus seine Pässe verteilt. Als seine größten Stärken gelten seine Genauigkeit beim Passen und sein Spielverständnis, seine größte Schwäche ist seine unterdurchschnittliche Armstärke.

## Persönliches
Tagovailoa gibt öffentlich wenig über sein Privatleben bekannt. Er ist seit 2022 verheiratet und hat einen Sohn. Tagovailoa ist gläubiger Christ und zitiert häufig aus der Bibel.